# خروس‌کلی سینه‌سیاه
خروس‌کلی سینه‌سیاه (نام علمی: Vanellus spinosus) نام یک گونه از سرده خروس‌کلی‌ها است.